# Keangnam Hanoi Landmark Tower
Keangnam Hanoi Landmark Tower je neboder pod izgradnjom koji se nalazi u vijetnamsmom glavnom gradu Hanoiju. Zgrada se nalazi u bulevaru Pham Hung okruga Cau Diay. U njoj mnoge velike poslovne tvrtke imaju svoje sjedište. Neboder s visinom od 336 metara (345 metara s antenom) spada u kategoriju supervelikih nebodera. Svojom ukupnom površinom od 579.000 kvadratnim metara Keangnam Hanoi Landmark Tower je peti najveći neboder na svijetu. Investitor u izgradnji ovog kompleksa je južnokorejska tvrtka Keangnam a realizacija cijelog projekta je stajala 1,05 milijardi USD.
Na temelju glavnog plana kompleks zauzima hotel s 5 zvjezdica, uredske i zabavne prostore, klinike i konferencijske dvorane. Očekuje se da će zgrada biti dovršena tokom 2011. Po završetku gradnje Keangnam Hanoi Landmark Tower će postati najveća zgrada u Vijetnamu te 26. na svijetu.
11. lipnja 2008. potpisan je sporazum između menadžmenta nebodera i hotelskog lanca InterContinental o otvaranju svojeg hotela s 383 sobe unutar zgrade.
24. siječnja 2011. gradnja hotela je dosegnula 336 metara postavši time najviša u Vijetnamu.